# Manganosita
La manganosita és un mineral de la classe dels òxids. Rep el seu nom per Christian Wilhelm Blomstrand en al·lusió a la seva composició química: manganès i oxigen.

## Característiques
La manganosita és un òxid de fórmula química MnO. Cristal·litza en el sistema isomètric. Es troba en forma de cristalls octaèdrics amb cubs i dodecaedres; comunament granular. La seva duresa a l'escala de Mohs és 5,5.
Segons la classificació de Nickel-Strunz, la manganosita pertany a «04.AB: Òxids amb proporció Metall:Oxigen = 2,1 i 1:1, amb Catió:Anió (M:O) = 2:1 (i 1,8:1)» juntament amb els següents minerals: crednerita, tenorita, delafossita, mcconnel·lita, bromellita, zincita, bunsenita, calç, monteponita, períclasi, wüstita i pal·ladinita.

## Formació i jaciments
És un producte d'alteració de la rodocrosita o altres minerals de manganès, que es formen durant el metamorfisme amb dèficit d'oxigen en dipòsits de manganès. Sol trobar-se associada a altres minerals com: pirocroïta, manganita, dolomita, hausmannita, granat, franklinita, wil·lemita o zincita. Va ser descoberta l'any 1817 a la mina Kaiser Franz, a Schäbenholz, Elbingerode (Harz, Alemanya).